# Acacia huberi
Acacia huberi är en ärtväxtart som beskrevs av Adolpho Ducke. Acacia huberi ingår i släktet akacior, och familjen ärtväxter. Inga underarter finns listade i Catalogue of Life.